# Acido antranilico
L'acido antranilico, conosciuto anche come acido orto-amminobenzoico o acido 2-amminobenzoico, è un amminoacido non proteinogenico dalla formula strutturale C6H4(NH2)(COOH). A temperatura ambiente si presenta come una polvere cristallina bianca inodore (spesso gialla in campioni commerciali), dal sapore dolciastro, scarsamente solubile in acqua. È facilmente solubile in etanolo, etere, cloroformio e piridina, molto poco in benzene.
Esplica la funzione di coenzima nella produzione del latte materno, e per questo è denominato, secondo una nomenclatura obsoleta delle vitamine, anche come vitamina L, ma ora è noto che può essere prodotto dall'organismo umano e pertanto non è una molecola essenziale.